# تحليل هندسي
يختص التحليل الهندسي بتطبيق أسس وعمليات التحليل العلمي على أي نظام أو جهاز أو تقنية محل دراسة، بهدف معرفة خصائصه وحالته. ويعتمد التحليل الهندسي على التفكيك؛ حيث يقوم بفصل التصميم الهندسي إلى آليات تشغيلٍ أو آليات إخفاق، ثم يبدأ في تحليل أو تقييم مكوّنات كل آلية منها على حدة، وبعد ذلك يُعيد تجميع المكوّنات وفقًا للأُسس الفيزيائية والقوانين الطبيعية الأساسية.